# Bratt
Bratt er efternavnet af følgende personer:
- Andreas Bratt (1769  –  1811) − svensk matematiker og astronom
- Benjamin Bratt (født 1963) − amerikansk skuespiller (en)
- Berte Bratt (1905  –  1990) − pseudonym for norsk forfatter Annik Saxegaard
- Edith Mary Tolkien, née Bratt (1889, Gloucestershire  –  1971) − Tolkien familie
- Harold Bratt (født 1939) − engelsk fodboldspiller
- Ivan Bratt (1878  –  1956) − svensk læge og politiker
- Claus Bratt Østergaard (født 1943) − dansk oversætter og litteraturvidenskabelig forfatter
- Marianne Bratt (1884  –  1951) − tysk skuespillerinde
- Torbjørn Olavssøn Bratt (cirka 1502  –  1548)  − den første biskop over Trondhjem
- Will Bratt (født 1988) − britisk bil atlet